# BodyMap
BodyMap, auch Bodymap oder Body Map, ist der Name eines britischen Modedesigner-Duos bestehend aus Stevie Steward und David Hollah und ihrer Modelinie. Das Duo wurde bekannt durch die London Fashion Week im Jahr 1984 und etablierte sich im Bereich der Musik-, Streetfashion- und Clubszene in London bis etwa 1986.
Stevie Steward und David Hollah, die beide 1958 geboren wurden, waren Absolventen der Middlesex University und entstammten der Londoner Clubszene, wo sie Stammgäste des Blitz Club waren. Hier trafen sich vor allem Kunststudenten, Tänzer, Performancekünstler und Popstars. Sie entwickelten eine eigene, moderne Form der Modeshow als Hybrid zwischen Performance und Modepräsentation und gaben ihnen ausgefallene Namen; dabei entwickelten sie für die 1980er Jahre neuartige Konzepte, bei denen sie bsp. für Shows wie „Family“ ihre Models und deren Mütter unabhängig von deren Körperform und Alter auswählten. Regelmäßige Gäste dieser Events waren unter anderem befreundete Künstler wie Boy George, Michael Clark und Leigh Bowery.
Neben ausgefallener Designermode entwickelte das Duo Badebekleidung und Strümpfe und brachte mit B-Basic eine für Jugendliche konzipierte Zweitlinie neben Bodymap auf den Markt. Infolge der Rezension von 1986 lösten sie sich jedoch auf.

## Belege
1. 1 2 3  „Bodymap“ In: Paula Reed: 50 Fashion Looks der 80er Jahre. Prestel, München 2013; S. 46, ISBN 978-3-7913-4847-6.